# Piper gonocarpum
Piper gonocarpum är en pepparväxtart som beskrevs av William Trelease. Piper gonocarpum ingår i släktet Piper och familjen pepparväxter. Inga underarter finns listade i Catalogue of Life.